# Dark (chanson)
Pour les articles homonymes, voir Dark.
Pistes de Paradize
Popstitute Comateen I
Dark est une chanson du groupe français Indochine issue de l'album Paradize, en 2002.